# Antonis Remos
Antonis Remos (en grec Αντώνης Ρέμος), nom artístic d'Antonis Paskhalidis (19 de juny de 1970, Düsseldorf, Alemanya) és un cantant grec de laïkó.

## Biografia
Va néixer a Alemanya, però es traslladà amb la seva germana i la seva mare a Tessalònica el 1980, ja des de petit s'interessà per la música i aprengué a tocar la guitarra. Més endavant, mentre es formava per ser fontaner, treballà en algunes discoteques de Tessalònica, i allà conegué Déspina Vandí, també nascuda a Alemanya i aleshores estudiant a la universitat.

### Primers èxits
El 1995 començà a debutar amb artistes com Dimitris Mitropanos, Stefanos Korkolis i Marios Tokas a Atenes. Signà amb Sony Music per produir un primer àlbum el 1996 amb el títol epònim Antonis Remos. Esdevingué disc de platí en pocs mesos amb èxits com Ti ímouna guia sena (Què era jo per a tu) i Emís (Nosaltres).
Tragué el 1998 un segon àlbum, Kerós na pame parakao amb altres cantants i també fou disc de platí.

## Discografia

### Àlbums studio
- Antonis Remos (Αντώνης Ρέμος, 1996, disc de platí)
- Kerós na pame parakato (Καιρός να πάμε παρακάτω, 1998, disc de platí)
- Pali ap'tin arkhí (Πάλι Απ' Την Αρχή, 1999, disc de platí)
- Mia nikhta mono (Μια Νύχτα Μόνο, 2001, doble disc de platí)
- Kardià mou min anissikhís + remix (Καρδιά μου μην Ανησυχείς, 2002, triple disc de platí)
- Mia Anapní (Μια Αναπνοή, 2003, triple disc de platí)
- San Anemos + Special Edition (Σαν Ανεμος, 2005-2006, disc de platí)
- Alithies & Psemata (Αλήθειες και ψέματα, 2008, disc de platí)

### Albums live
- Live (Live, 2004, disc de platí)
- Antonis Remos in concert ft. ONIRAMA (Αντώνης Ρέμος με Onirama MAD Secret Concert, 2007, disc d'or)
- Marinella - Antónis Rémos LIVE (2007, disc de platí)

### Compilacions
- Best of (2006, disc de platí)

### Quelques singles
- Fly with Me (2000)
- Όλος ο Κόσμος Είσαι Εσύ (2001)
- Δεν Τελειώσαμε Remix (2003)
- Χαμογέλασε (2004)
- 2 Ιστορίες Αγάπης (Dio Istories Agapis, 2009)